# Oberer Stechgrund

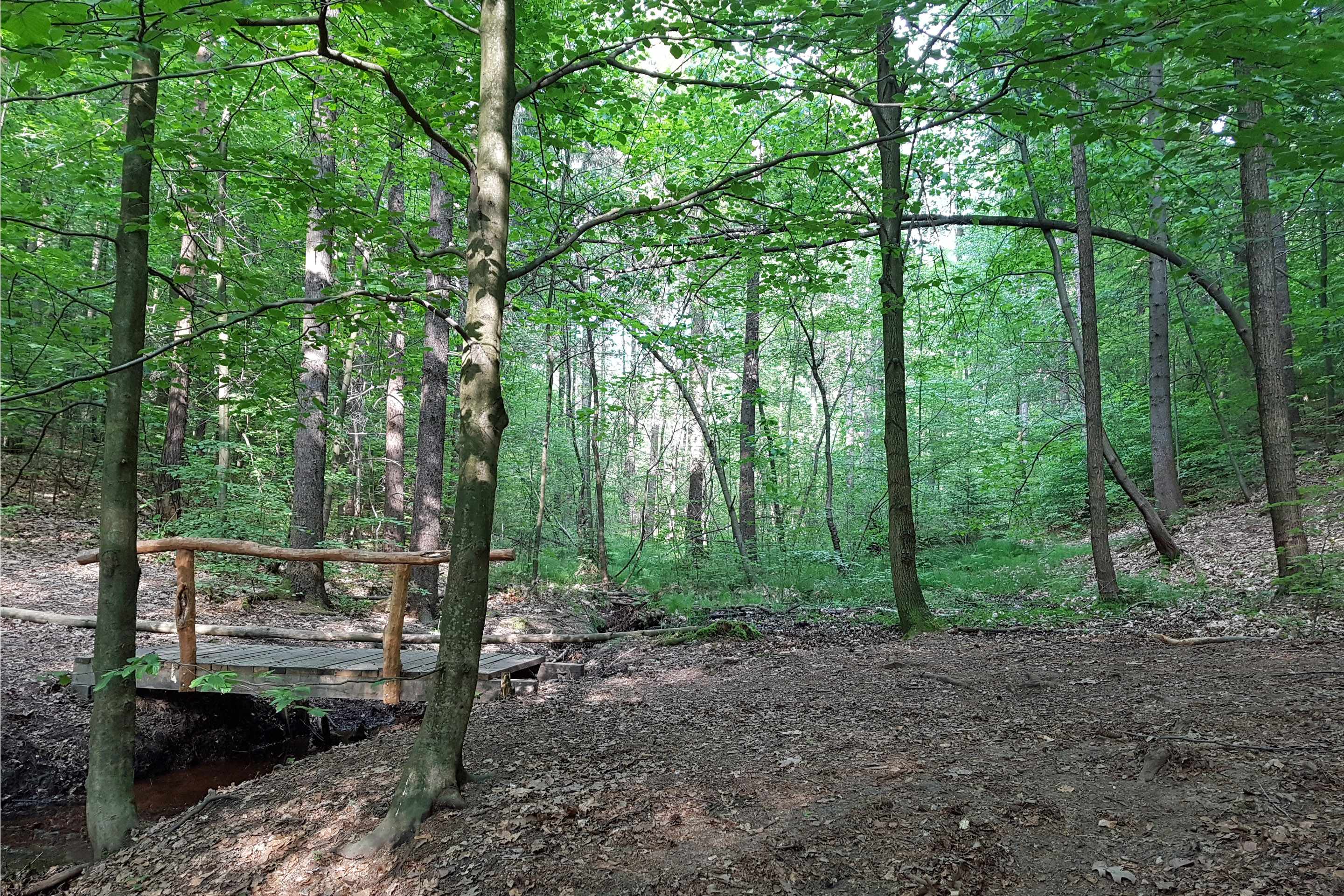
Oberer Stechgrund

Der Obere Stechgrund ist ein Flächennaturdenkmal (ND 2) am Mordgrundbach in der südlichen Dresdner Heide.

## Geografie

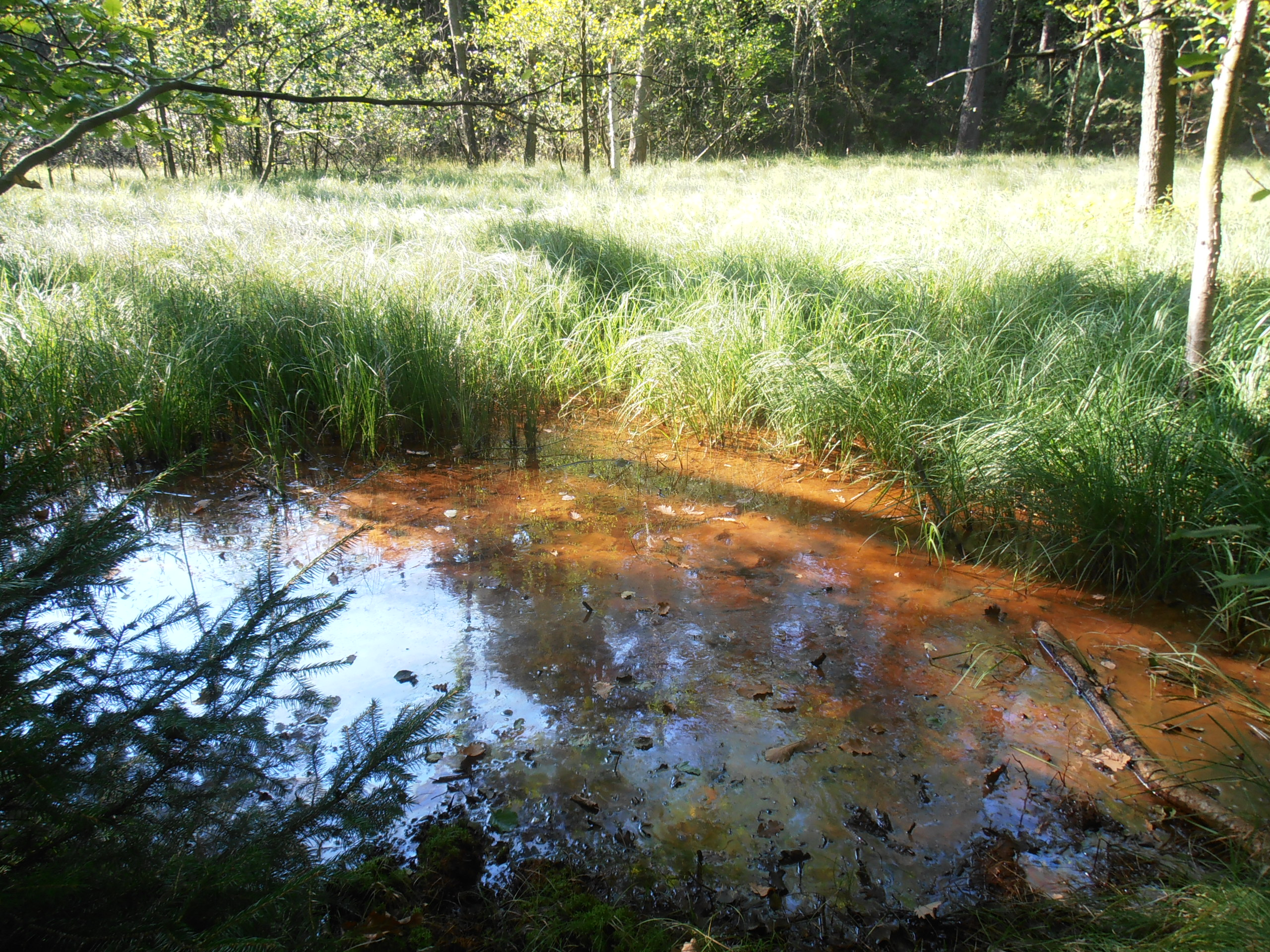
Stechgrund-Quellmoor

Das 0,5 Hektar große Flächennaturdenkmal befindet sich am Oberlauf des Mordgrundbachs im Landschaftsschutzgebiet Dresdner Heide, etwa 500 Meter nordöstlich des Waldfriedhofs Weißer Hirsch. Die Bautzner Landstraße (B 6) führt rund 500 Meter südlich des geschützten Areals in ost-westlicher Richtung durch den Weißen Hirsch.
Innerhalb des Wegesystems der Dresdner Heide befindet sich der geschützte Teil des Stechgrund-Kerbtals südlich des Vogelwegs zwischen dem HG-Weg im Westen und der Schneise 14 im Osten im Staatsforst-Revier Bühlau, Abteilung 29. Das Flächennaturdenkmal misst etwa 150 Meter von Nordost nach Südwest und ist zwischen 10 und 50 Meter breit. Das Stechgrund-Quellmoor befindet sich an seinem südöstlichen Rand; wenige Meter bachaufwärts mündet der Waldgartengraben in den Mordgrundbach.

## Schutzgegenstand

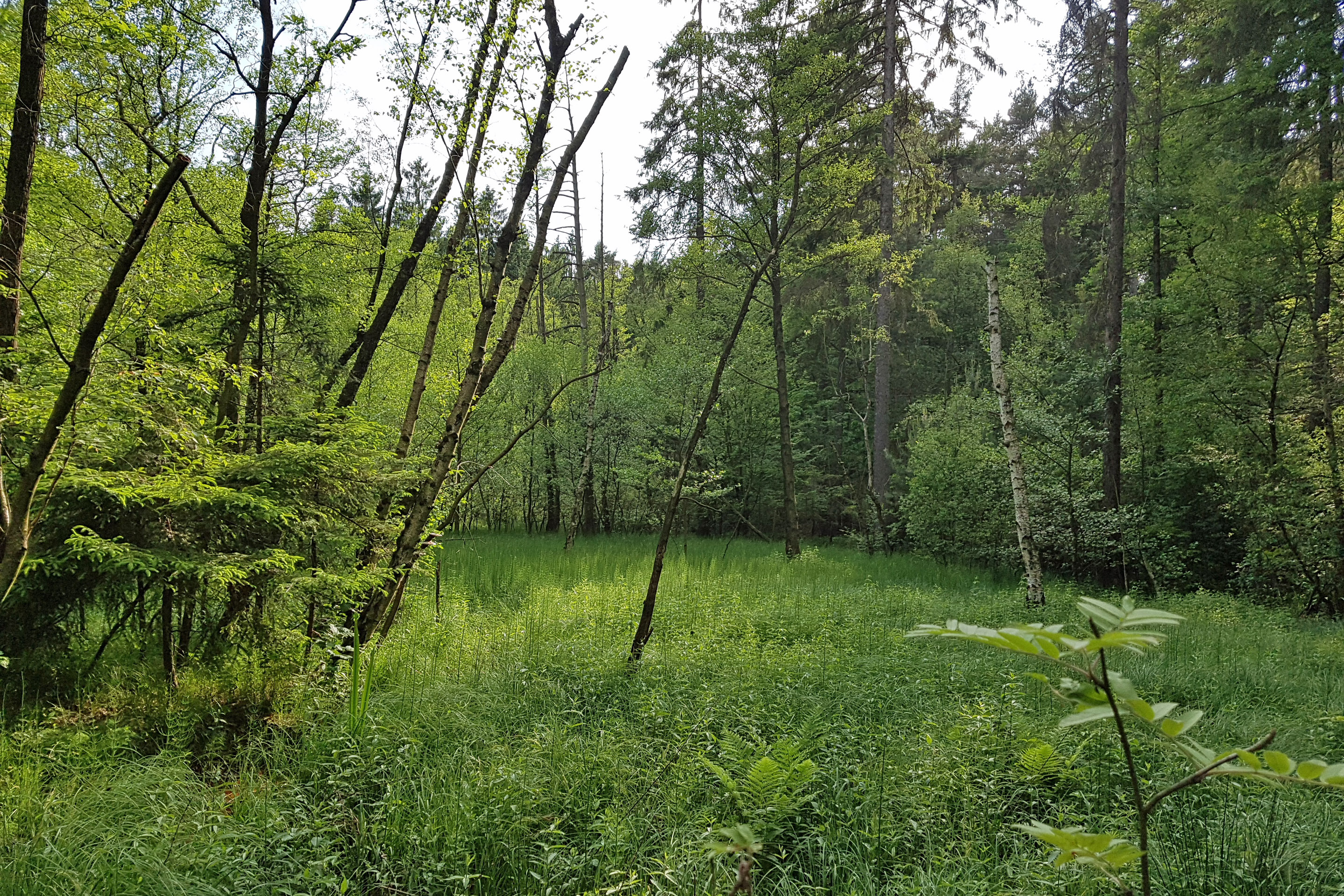
Pflanzengesellschaft im Oberen Stechgrund

Am 3. Januar 1985 fasste der Rat der Stadt Dresden einen Beschluss zur Unterschutzstellung von Naturdenkmalen. Dabei wurde für den Oberen Stechgrund der Bruchpflanzenbestand mit Vorkommen der Sumpfschlangwurz (Calla palustris) sowie die südliche Verbreitungsgrenze des Sumpffarnes (Dryopteris thelypteris) hervorgehoben.